# Lubuk Kambing
Lubuk Kambing is een bestuurslaag in het regentschap Tanjung Jabung Barat van de provincie Jambi, Indonesië. Lubuk Kambing telt 4776 inwoners (volkstelling 2010).